# William Percy (évêque)
Pour les articles homonymes, voir William Percy.
William Percy (7 avril 1428 – 26 avril 1462) est un ecclésiastique anglais devenu évêque de Carlisle. 
William Percy est le cinquième fils d'Henry Percy, 2e comte de Northumberland, et d'Éléonore Neville. Percy est nommé chancelier de l'Université de Cambridge en 1451 et occupe ce poste jusqu'en 1456. Il est nommé évêque de Carlisle le 30 août 1452, après que son prédécesseur Nicholas Close ait été désigné comme évêque de Lichfield. Percy est intronisé entre le 16 novembre et le 18 décembre 1452. Il meurt le 26 avril 1462.